# Il'ja Skrobotov
Il'ja Valentinovič Skrobotov (in russo Илья Валентинович Скроботов?; San Pietroburgo, 6 luglio 2000) è un calciatore russo, difensore svincolato.

## Caratteristiche tecniche
È un difensore centrale.

## Carriera
Cresciuto nelle giovanili dello Zenit San Pietroburgo, ha esordito in prima squadra il 1º aprile 2018 in occasione del match di campionato vinto 2-1 contro l'Ufa.

## Statistiche

### Presenze e reti nei club
Statistiche aggiornate al 5 agosto 2018.
| Stagione        | Squadra               | Campionato      | Campionato | Campionato | Coppe nazionali | Coppe nazionali | Coppe nazionali | Coppe continentali | Coppe continentali | Coppe continentali | Altre coppe | Altre coppe | Altre coppe | Totale | Totale | Totale |
| Stagione        | Squadra               | Comp            | Pres       | Reti       | Comp            | Pres            | Reti            | Comp               | Pres               | Reti               | Comp        | Pres        | Reti        | Pres   | Reti   |        |
| --------------- | --------------------- | --------------- | ---------- | ---------- | --------------- | --------------- | --------------- | ------------------ | ------------------ | ------------------ | ----------- | ----------- | ----------- | ------ | ------ | ------ |
| 2017-2018       | Zenit San Pietroburgo | PL              | 4          | 1          | CR              | 0               | 0               | UEL                | 0                  | 0                  |             | -           | -           | 4      | 1      |        |
| Totale carriera | Totale carriera       | Totale carriera | 4          | 1          |                 | 0               | 0               |                    | 0                  | 0                  |             | -           | -           | 4      | 1      |        |